# Picrotoxina
La picrotoxina (también llamada cocculina) es un compuesto de origen vegetal, aislado por primera vez por el farmacéutico francés Pierre Boullay en 1812. El nombre "picrotoxina" es una combinación de las palabras griegas "Picros" (amargo) y "Toxicon" (veneno).
La picrotoxina es el prototipo de antagonista no competitivo de los receptores GABAA, mediadores primarios de la neurotransmisión inhibitoria (tónica y rápida) en el sistema nervioso.

## Estructura

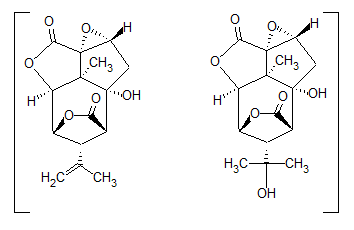
Picrotoxinina (izquierda) y picrotina (derecha).

La picrotoxinina (izquierda) es el principio activo de la planta pero no guarda relación estructural con el GABA, ya que es un compuesto policíclico no nitrogenado. La picrotoxina en realidad es una mezcla equimolecular (1:1) de picrotoxinina (C15H16O6) que es la molécula activa y picrotina (C15H18O7) que es la molécula inactiva.

## Obtención
Se aísla de plantas de la familia de las Menispermáceas y está relacionada con las toxinas tutin y coriamirtina, de la planta tutú de Nueva Zelanda Coriaria arborea, conocida como “hierba loca” que causaba envenenamientos ocasionales en vacas o personas. 
Este compuesto se obtiene de las semillas del arbusto trepador Anamirta cocculus autóctono de Malabar y las Indias orientales.

## Mecanismo de acción
El mecanismo fundamental de la picrotoxina es impedir el flujo iónico del cloro a través del canal activado por GABA  (ácido γ-aminobutírico) en el receptor del GABA.  Esta reduce la conductancia a través del canal al reducir no sólo la frecuencia, sino también el tiempo medio de apertura. Es un mecanismo de antagonismo no competitivo, ya que no actúa sobre el sitio de reconocimiento del GABA, a diferencia de la bicuculina que es un antagonista competitivo. Se han encontrado algunas evidencias de que la unión al canal se produce mientras este permanece abierto.
Tanto la picrotoxina como la bicuculina son antagonistas de los receptores del GABA y producen convulsiones. La picrotoxina es un excelente ejemplo de modulación alostérica, el cual es muy importante en muchas proteínas en general y en concreto en el receptor del GABA.
También se ha descrito la capacidad de la picrotoxina para unirse y bloquear otros canales de cloro como los de los receptores GABAC, glicina, glutamato y los receptores 5-HT3A de la serotonina, en los cuales la concentración inhibitoria 50 (IC50) era de 30μM.

## Acciones farmacológicas
Es un estimulante que causa convulsiones tónico-clónicas a dosis bajas, pero que puede utilizarse también como antídoto frente a una sobredosis de barbitúricos (agonistas del GABA). Los movimientos convulsivos se acompañan de salivación, elevación de la presión arterial debido a la estimulación vasomotora y frecuentemente emesis. Principalmente se utiliza como herramienta de investigación, aunque también se usa como estimulante del Sistema Nervioso Central  y como antídoto frente a intoxicaciones de depresores del SNC, especialmente intoxicaciones por barbitúricos.

## Farmacocinética
La picrotoxina puede absorberse por cualquier vía sin embargo el efecto sobre el Sistema Nervioso Central (SNC) no se observa hasta pasados unos minutos, incluso cuando es administrada por vía intravenosa. Su duración de acción es relativamente corta.

## Ensayos de toxicidad en animales
En ratones, usando la vía oral, la DL50 es de 15 mg/kg.
En los experimentos con gatos y conejos se han demostrado tanto la reducción como la mejora de la actividad eléctrica de las neuronas del nervio óptico y las respuestas corticales evocadas visualmente, dependiendo de la dosis de picrotoxina. 
En ranas se ha demostrado un efecto inhibidor sobre la actividad de la retina.

## Toxicidad en humanos
Una dosis de 20 mg puede causar una intoxicación severa al ingerirse por vía oral. La dosis letal por ingestión es de 25 mg (357 μg/kg para una persona de 70 kg).
El margen de seguridad tras la exposición oral es muy pequeño. Los efectos sistémicos de la inhalación, exposición ocular o la exposición dérmica no han sido documentados aún.